# Uli Krohm
Uli Krohm (Essen, 1948) è un attore e doppiatore tedesco.

## Biografia
Uli Krohm frequenta dal 1969 al 1972 la Università delle Arti Folkwang. Dal 1970 inizia a recitare nei teatri di Essen e Bonn e al Nationaltheater Mannheim, in commedie come in drammi.
Dal 1982 recita professionalmente presso vari teatri tedeschi ad Amburgo, Thalia Theater, Hamburger Kammerspiele, Theater im Zimmer e al Ernst-Deutsch-Theater. Recita in diverse serie televisive come L'ispettore Derrick, Der Alte, Tatort, Un caso per due.
Dal 2002 vive a Berlino.

## Doppiaggio
- Roland Daggett in Batman
- Clu Gulager in Feast
- Timothy Spall in Il segreto di Green Knowe
- Garrett Morris in 2 Broke Girls
- Andy Linden in Harry Potter e i Doni della Morte - Parte 1
- Timothy Spall in Il discorso del re
- Don Stroud in Django Unchained
- Pruitt Taylor Vince in Heroes Reborn
- Multiorso in Gravity Falls
- Francisco in Elena di Avalor

## Audiolibri
- Benjamin Black: Der silberne Schwan, Lübbe Audio, ISBN 978-3-7857-3797-2
- Stephen King: Nachtschicht – die vollständige Hörbuchausgabe, Lübbe Audio, ISBN 978-3-7857-4669-1 (gemeinsam mit Jürgen Kluckert & Joachim Kerzel)